# Sam Levene
Sam Levene (nacido Scholem Lewin; 28 de agosto de 1905 - 28 de diciembre de 1980) fue un actor y director ruso-estadounidense de Broadway, cine, radio y televisión. En una carrera que abarca más de cinco décadas, apareció en más de 50 producciones teatrales de comedia y drama. También actuó en más de 50 películas en los Estados Unidos y el extranjero.

## Primeros años
Levene nació como Scholem Lewin en Bielorrusia, el menor de cinco hermanos por doce años. Emigró a los Estados Unidos cuando tenía dos años. Creció en el Lower East Side de Manhattan en Avenue D y 8th Street y asistió a la Escuela Pública 64. En 1923, Levene abandonó la escuela secundaria Stuyvesant. Dado que había estado en la clase de Broadway durante más de cinco décadas, el ilustre desertor recibió un premio especial, su diploma de Stuyvesant High School, en una ceremonia celebrada en 1976 en el Club Princeton de Nueva York.

## Broadway
El 20 de abril de 1927, Levene hizo su debut en los escenarios de Broadway ganando 60 dólares a la semana con su primer contrato de Actor's Equity. En un papel de cinco líneas, Levene interpretó al fiscal de distrito William Thompson en el melodrama original de Broadway Wall Street, una obra que sólo se presentó durante tres semanas en el Hudson Theatre.
En 1980, el último y trigésimo noveno crédito de Broadway de Levene fue su papel protagónico como Daniel Horowitz en la comedia de 1980 Horowitz and Mrs. Washington dirigida por Joshua Logan, que cerró después de una serie de sólo 10 avances y seis funciones en el John Golden Theatre. Aunque la comedia de Henry Denker fue criticada, el poder estelar y la actuación cómica de Levene permitieron una gira de cinco meses con Horowitz and Mrs. Washington que tuvo una pausa navideña el sábado 13 de diciembre de 1980 y resultó ser la última actuación teatral de Levene en Canadá, apenas dos semanas antes de su muerte el 28 de diciembre de 1980.
La carrera de Levene en Broadway comenzó con cinco años de empleo estable en papeles anodinos en diez obras de Broadway, incluida una serie de fracasos. Una, titulada Solitaire (1929), era una obra de Broadway sobre un enano de Coney Island que solo tuvo cuatro funciones en el ahora demolido Teatro Waldorf, parcialmente financiada con una inversión de último minuto de 500 dólares del hermano mayor de Levene, Joe.
Emanuel Azenberg y Eugene Wolsk trabajaron con Levene dos veces en dos producciones de Broadway y dos giras nacionales; la primera vez como gerentes de la compañía cuando Levene reemplazó a Alan King en el papel protagónico del Dr. Jack Kingsley en la producción original de Broadway de The Impossible Years (1966), que Levene interpretó 322 veces en Broadway y luego encabezó y protagonizó la gira nacional. Seis años más tarde, Azenberrg y Wolsk fueron los productores principales cuando Levene fue elegido como Al Lewis junto a Jack Albertson como Willie Clark para coprotagonizar The Sunshine Boys (1972), de Neil Simon; después de interpretar el papel de Al Lewis 466 veces en la producción original de Broadway, Levene y Albertson encabezaron la gira nacional posterior. En su reseña del 21 de diciembre de 1972 de la producción original de Broadway de The Sunshine Boys en The New York Times, el crítico de teatro Clive Barnes escribió: "Jack Albertson, como el cómico desconsolado, nunca se equivoca en una línea. Siempre es patético, pero nunca lo suficiente como para hacerte llorar. Encantador. Su mordaz compañero, Sam Levene, es tan duro como un chicle antiguo y, sin embargo, con una especie de adorable adorable.

## Carrera teatral

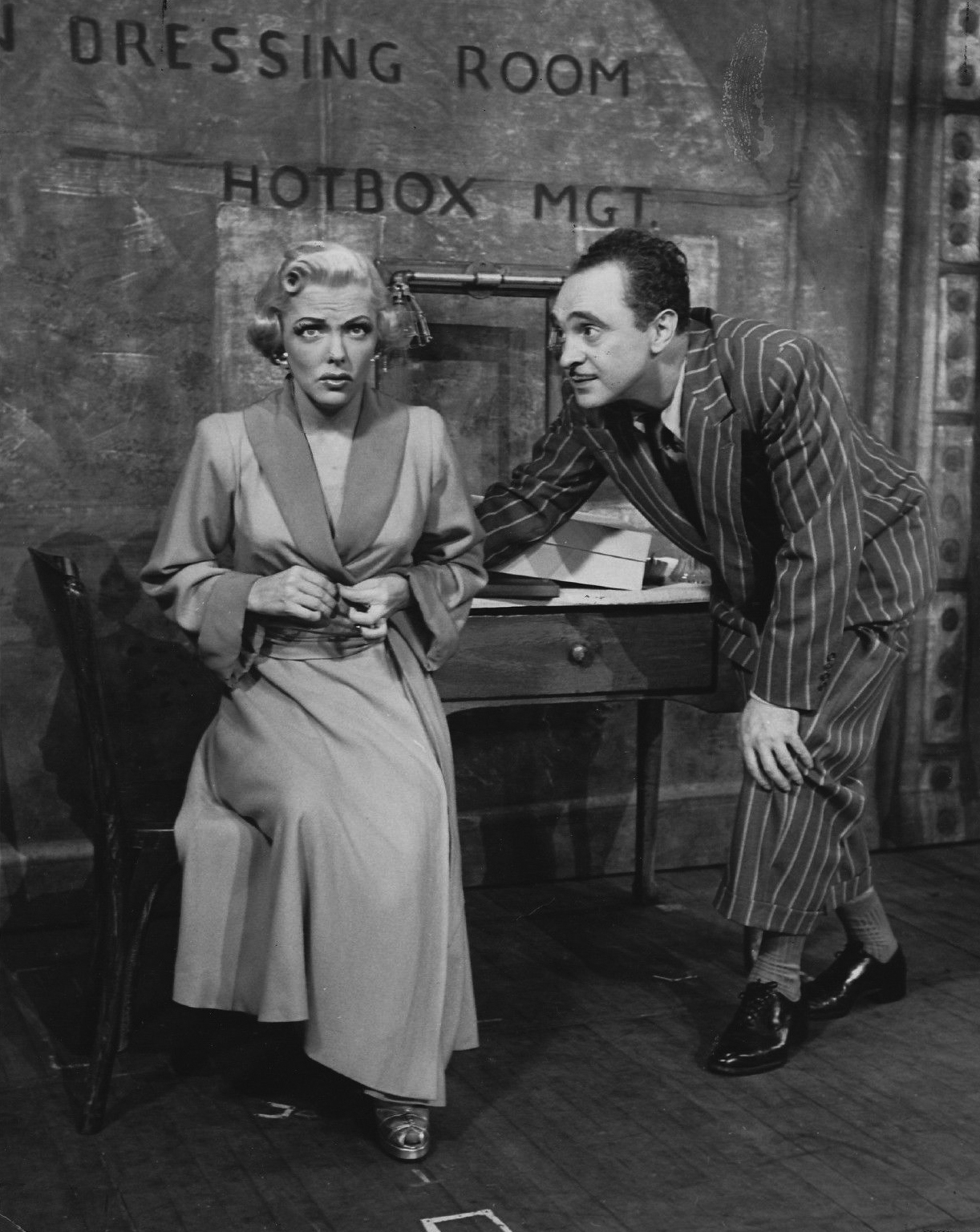
Vivian Blaine como Miss Adelaide y Sam Levene como Nathan Detroit en la producción original de Broadway de 1950 de Guys and Dolls.

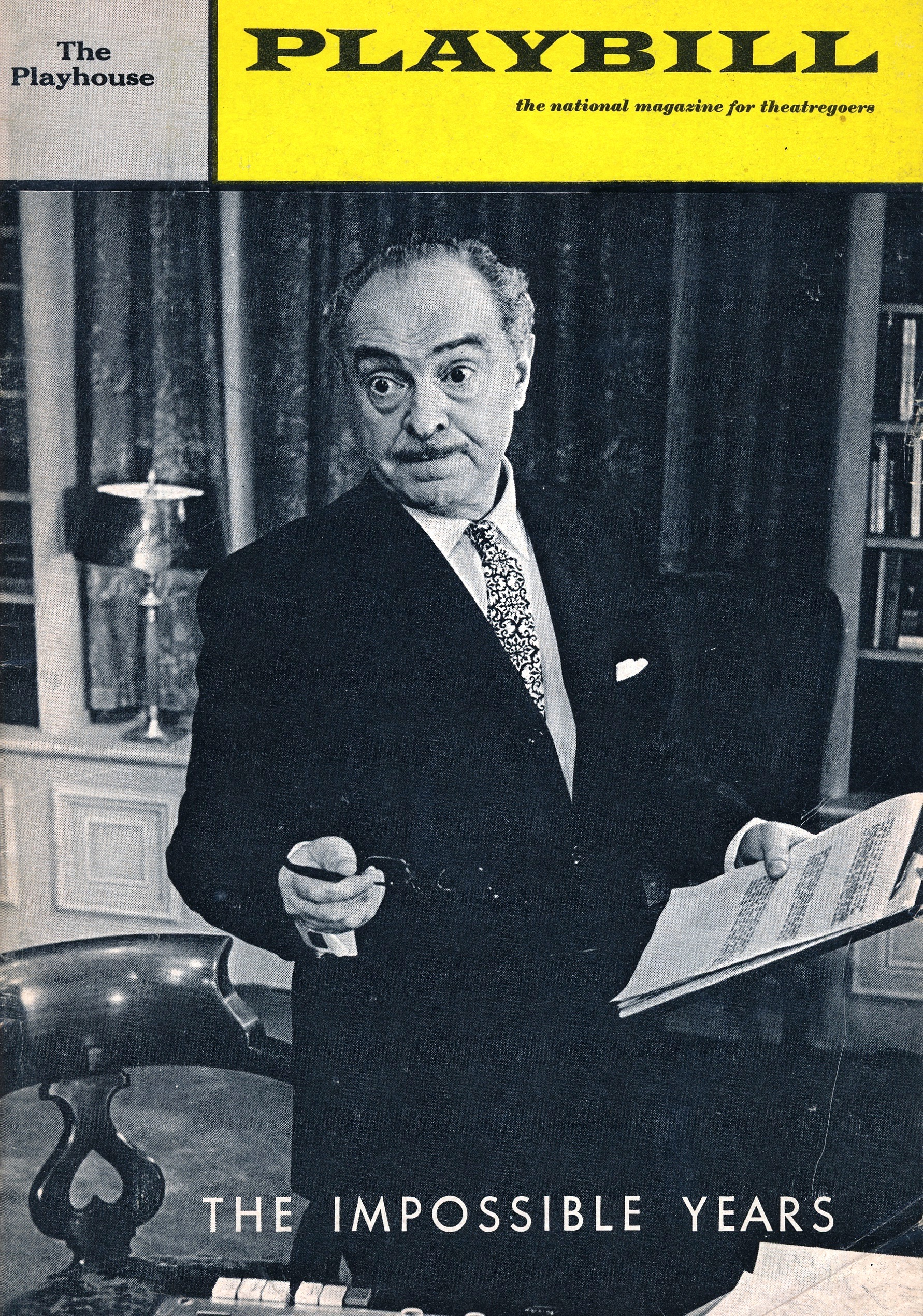
Portada de Playbill de Sam Levene como el Dr. Jack Kingsley en la producción original de Broadway de The Impossible Years, papel que interpretó 322 veces.

Levene apareció en más de 50 producciones teatrales en los Estados Unidos y el extranjero. Maestro de la farsa y la comedia, Levene también fue igualmente eficaz en el drama. Los créditos de Levene en Broadway incluyen actuaciones en 39 producciones de Broadway, 33 de las cuales fueron representaciones que Levene creó en las producciones originales de Broadway y una gira de USO de 10 meses.
A lo largo de sus 54 años de carrera en Broadway, Levene actuó en 39 producciones de Broadway en 29 teatros de Broadway diferentes y en algunos teatros varias veces. Levene actuó más de 1.600 veces en el ahora demolido Playhouse Theatre en cuatro producciones originales de Broadway, tres de las cuales Levene tuvo papeles protagónicos después de su primera aparición en Street Scene (1929), Three Men on a Horse (1935), Make a Million (1958) y The Impossible Years (1966). En una entrevista de 1976 con Tom McMorrow para el New York Daily News.
Los créditos de Levene en Broadway incluyen papeles protagónicos en tres revivals de Broadway, interpretando a los empresarios Boss Mangan en Heartbreak House (1959) de George Bernard Shaw, dirigida por Harold Clurman, recreando su interpretación original de Broadway como Patsy, la jugadora de hipódromo originada tres décadas antes, en el aclamado revival estelar de Broadway de la exitosa farsa Three Men on a Horse (1969) y la interpretación del papel del veterano productor de teatro Oscar Wolfe en el revival estelar de Broadway de 1975-1976 de The Royal Family de George S. Kaufman y Edna Ferber (1975) dirigida por Ellis Rabb; la producción fue filmada para la serie Great Performances el 9 de noviembre de 1977.

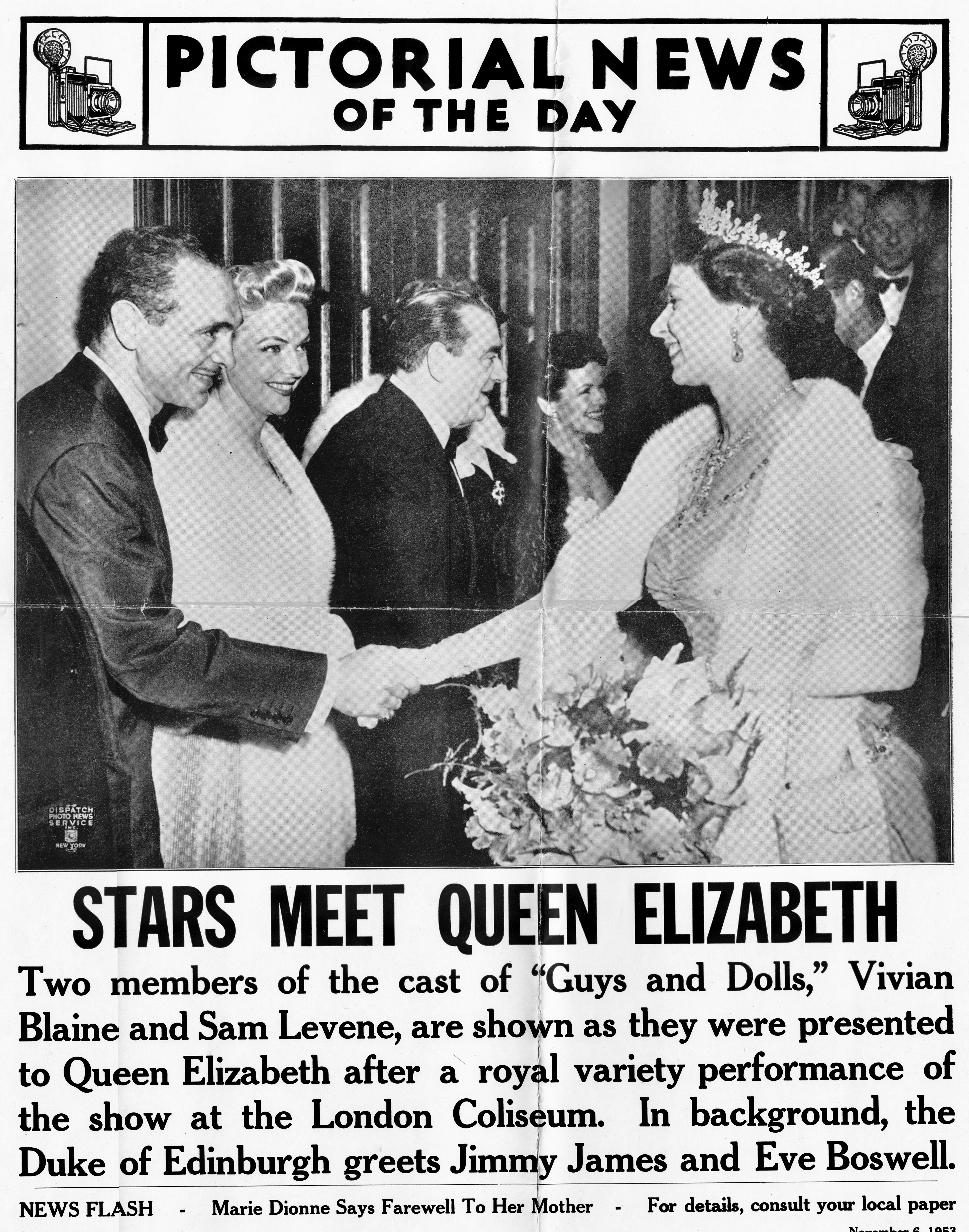
Vivian Blaine y Sam Levene se encuentran con la Reina Isabel después de la presentación de Guys and Dolls del Royal Command el 2 de noviembre de 1953

Levene protagonizó dos importantes producciones del Reino Unido; en 1953, recreó su actuación original de Broadway como Nathan Detroit en la primera producción británica de Guys and Dolls que se estrenó en The Coliseum unos días antes de la Coronación de 1953 y que tuvo una serie de 553 funciones. En 1954, Sam Levene interpretó el papel de Horace Vandergelder en el estreno mundial de The Matchmaker (1954) de Thornton Wilder, inicialmente en el Festival de Edimburgo en Escocia.
Levene originó al "extraordinario tirador de dados" Nathan Detroit en el musical estadounidense Guys and Dolls on the Great White Way en la producción original de Broadway de 1950 dirigida por el inimitable George S. Kaufman. Levene ha sido sinónimo del papel de Nathan Detroit durante siete décadas; el coautor del libro Guys and Dolls, Abe Burrows, diseñó específicamente el papel de Nathan Detroit en torno a Levene, quien firmó para el proyecto mucho antes de que Burrows escribiera una sola palabra de diálogo, una pausa similar que Burrows dijo que tuvo cuando escribió Cactus Flower para Lauren. Bacall. Honest, Abe: Is There Really No Business Like Show Business?, Burrows recordó: "Tenía el sonido de sus voces en mi cabeza. Conocía el ritmo de su discurso y eso ayudó a que el diálogo fuera más nítido y real". Burrows tuvo la ventaja de escribir diálogos construidos alrededor de las cadencias judías de Nueva York de Sam Levene. El talento creativo de Guys and Dolls coincidió en que Levene era perfecto para el papel de Nathan Detroit (Damon Runyon había sido uno de los fans de Levene). Frank Loesser estuvo de acuerdo en que era más fácil ajustar la música a las limitaciones de Levene que sustituirla por un cantante mejor que no pudiera actuar. Levene es la razón por la que el papel principal de Nathan Detroit tiene una canción importante, el dueto "Sue Me".
Anualmente se presentan cientos de producciones de Guys and Dolls y la actuación cómica de Sam Levene como Nathan Detroit todavía ocupa los titulares, en gran parte porque se convirtió en el clásico de referencia. Frank Rich, crítico de teatro jefe del New York Times, como la mayoría de los críticos, elogió el revival de Guys and Dolls de 1992 dirigida por Jerry Zaks afirmando: "este es un renacimiento encantador del espectáculo que define el deslumbramiento de Broadway". Sin embargo, con respecto a la interpretación de Nathan Lane como Nathan Detroit, Frank Rich observó: "El actor sumamente talentoso Nathan Lane no se hace eco ni remotamente del primer Nathan Detroit, Sam Levene, para cuyas cadencias judías de Nueva York se escribió el papel. El Sr. Lane se parece más a un joven Jackie Gleason y generalmente divertido por derecho propio, aunque expresiones como 'está bien, ya' y '¿entonces no?' no caen tropezando de su lengua." La crítica emérita de Los Angeles Times, Sylvie Drake, revisó la producción en gira Guys and Dolls de 1993, también dirigida por Jerry Zaks en el Hollywood Pantages Theatre, y tuvo una observación similar, comparando la interpretación de David Garrison de Nathan Detroit con la actuación original de Broadway de 1950 de Sam Levene. escribiendo: "El Detroit de Garrison se remonta físicamente más al original de 1950 interpretado por Sam Levene, que a Nathan Lane, quien interpretó el papel en Broadway el año pasado. Pero a diferencia de Levene, Garrison no parece deprimido, sucio o arenoso. Conociendo el talento de este actor, uno encuentra a su amable gángster neoyorquino sorprendentemente incruento y casi gentil."
Levene interpretó el papel de Nathan Detroit en Guys and Dolls más de 1.600 veces, inicialmente 41 veces en la prueba de Filadelfia previa a Broadway de 1950, donde cada actuación fue diferente, dos años interpretando su papel clásico en la producción original de Broadway, una semana en Bristol Hippodrome de Londres antes de coprotagonizar con Vivian Blaine durante un año la primera producción del Reino Unido, seis meses interpretando el papel dos veces al día en una versión de una hora y media del éxito de Broadway en el Theatre-in-the Desert del Royal Nevada, el primero en la producción de Las Vegas y la producción del 15.º aniversario de seis semanas, tres semanas en Mineola, Nueva York y tres semanas en Paramus, Nueva Jersey en 1965.
Levene repitió su interpretación de Nathan Detroit en la grabación del elenco original de Decca del musical de Broadway Guys and Dolls según Variety, las ventas de álbumes del elenco original ascendieron a 250.000 al 1 de septiembre de 1954. El compositor y letrista de Guys and Dolls, Frank Loesser, escribió específicamente "Sue Me" en una octava para Levene y estructuró la canción para que él y Vivian Blaine nunca cantaran juntos su espectacular número a dúo; hijo de un cantor, Levene hablaba con fluidez yiddish: "Está bien, ya, solo soy un inútil; está bien, ya, es verdad, ¿entonces no? Así que demándame". Frank Loesser sintió que "Nathan Detroit debería ser interpretado como un tipo duro y atrevido de Broadway que cantaba con más valor que gravy". Levene cantó "Sue Me" con "un sabor runyonesco tan maravilloso que su canto había sido fácil de perdonar; de hecho, había sido bastante encantador en su ineptitud".
Alan Alda, hijo del coprotagonista de Guys and Dolls, Robert Alda, recuerda haber visto a Levene interpretar a Nathan Detroit mientras estaba entre bastidores. En Never Have Your Dog Stuffed; And Other Things I’ve Learned, Alan Alda recuerda: "Ver a Sam Levene fue emocionante. Podía cabalgar un momento como si fuera un animal salvaje. Se le ocurrieron nuevos significados en el acto. No sólo tocaba las mismas líneas de manera diferente cada noche, pero las risas surgieron del público en diferentes lugares. ¿Cómo lo hizo? Este tipo de espontaneidad y este compromiso total con el momento se convirtió en lo que quería tener. Por muy bueno que fuera mi padre, lo que estaba viendo mientras ellos jugaban juntos a unos metros de distancia fue la diferencia entre burlesque y teatro, entre interpretar y actuar. Elegí actuar. Quería ser Sam".
Durante tres décadas, Levene repitió su papel de Patsy de Three Men on a Horse (1935) en numerosas ocasiones en el escenario, el cine, la televisión y la radio; la primera vez cuando hizo su debut cinematográfico en Three Men on a Horse (1936), dirigida y producida por Mervyn LeRoy; tres veces en la radio, dos giras de la USO presentando 200 shows ante 120.000 militares, la primera producción teatral estadounidense legítima montada en el extranjero. Por motivos de seguridad, el elenco de USO se redujo de 12 a 7 sin perder un minuto de diálogo continuo. Según una entrevista de Billboard del 26 de mayo de 1945, Levene dijo: "El agradecimiento de los soldados es absolutamente vergonzoso. Lo expresan no sólo con aplausos sino también conociendote personalmente y entregándote objetos por los que han luchado y sangrado. Pierden de vista el hecho de que son ellos los que luchan en la guerra".

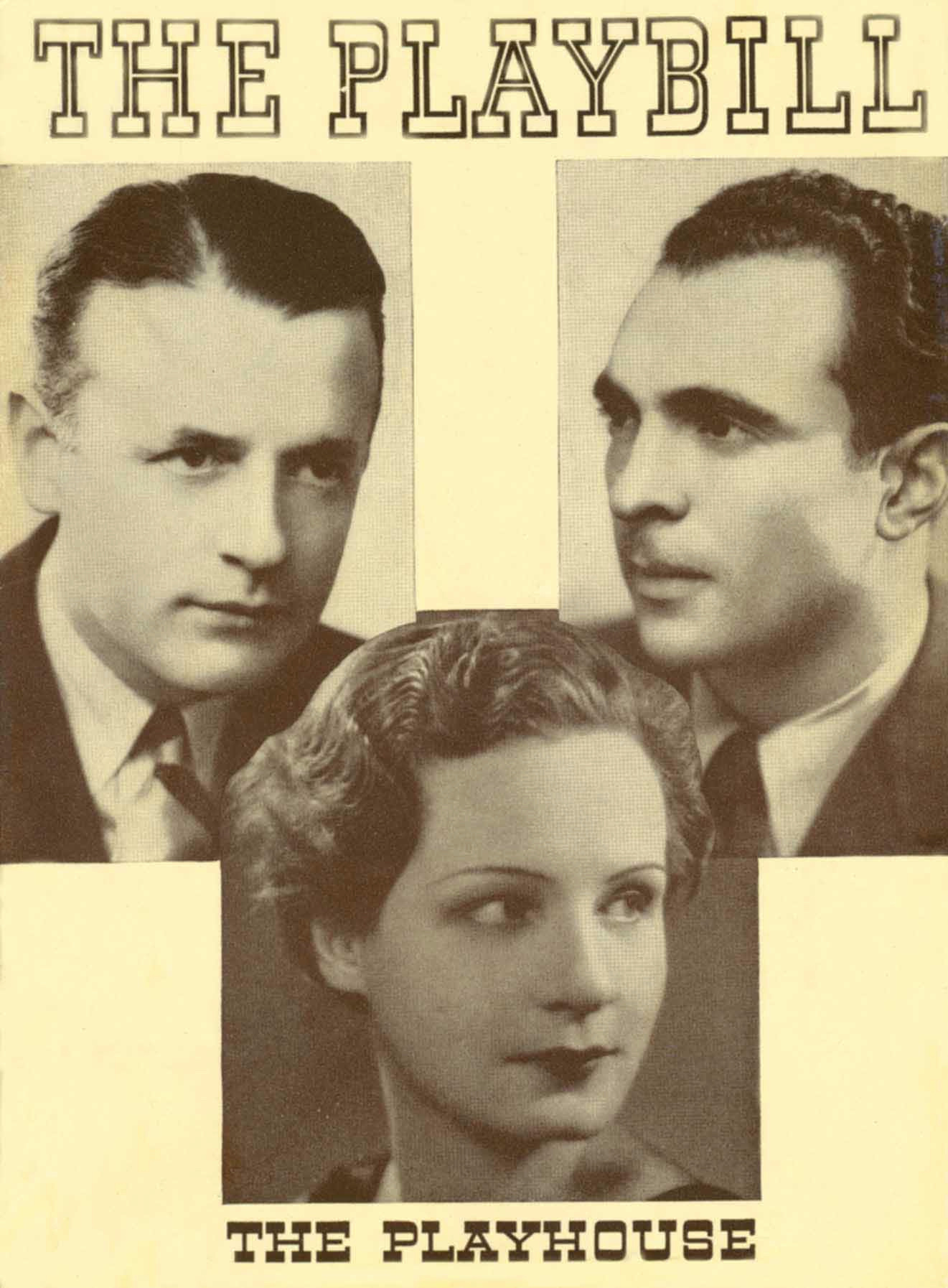
Portada de Playbill de laproducción original de Broadway de 1935, Three Men on a Horse en The Playhouse Theatre, protagonizada por Teddy Hart, Shirley Booth y Sam Levene

Levene como Patsy y Shirley Booth como Mabel repitieron sus papeles originales de Broadway en dos versiones de radio ABC producidas por Theatre Guild on the Air, la primera adaptada por el dramaturgo Arthur Miller se emitió el 6 de enero de 1946; el segundo se emitió el 1 de junio de 1947 con David Wayne como Erwin. Tres décadas después de crear el papel de Patsy en la producción de Broadway de Three Men On A Horse, Levene repitió el papel de Patsy en Broadway en Let It Ride (1961), un musical de Broadway que tuvo una serie abreviada de 69 funciones en el Eugene O'Neill Theatre. Let It Ride (1961) contó con una banda sonora del equipo de compositores de Jay Livingston y Ray Evans, mejor conocidos por crear tres canciones ganadoras del Oscar, Buttons and Bows, Mona Lisa y Que Sera, Sera y otras dos canciones de películas que fueron grandes éxitos, Silver Bells y Tammy; en televisión, el equipo escribió los temas musicales de Bonanza y Mister Ed. Levene interpretó la canción principal de Let It Ride en la carroza Let It Ride en el Macy's Thanksgiving Day Parade de 1961. Levene interpretó el papel de Patsy por última vez en el revival estelar de Broadway de 1969 de Three Men On A Horse, dirigida por George Abbott, el director y coautor original de Broadway, que fue precedida por una gira nacional dirigida por Levene, protagonizada por Levene como Patsy y Bert Parks como Erwin. En una reseña de 1969 de la reposición estelar de Broadway de Three Men on a Hors, el crítico de teatro del New York Times, Clive Barnes, escribió: "Sam Levene originó el papel de Patsy en 1935; ahora es suyo. Todavía parece un Hombre a cuyos ojos se les han asignado párpados del tamaño equivocado, todavía asaltando, mirando dos veces, ofreciendo su célebre personificación de un actor personificando un personaje que se basaría en Damon Runyon, el Sr. Levene es genial. Nadie en el mundo interpreta al Sr. Levene como él lo hace, y es más, nadie lo hará jamás".
Después de hacer su debut en Broadway 43 años antes, Levene hizo su debut Off-Broadway, protagonizando A Dream Out of Time de Irv Bauer en el Promenade Theatre, la única aparición de Levene Off-Broadway. En 1976, Levene fue elegido para interpretar a Tubal, el socio comercial de Shylock, en la producción de Broadway de The Merchant, basada en una adaptación de El mercader de Venecia, pero se retiró de la prueba en Filadelfia después de que Zero Mostel, la estrella de la obra y querido amigo de toda la vida de Levene, muriera después de desplomarse en su camerino; Levene observó: "Estaba demasiado cerca de Zero y de una obra que a ambos nos encantaba como para hacerlo sin él". Cuando John Dexter, el director, le preguntó a Levene si continuaría en el show, Levene le dijo a Dexter: "Acabamos de tener una muerte; no necesitamos dos". El suplente Joseph Leon reemplazó a Zero Mostel para la producción de Broadway de The Merchant que cerró el 19 de noviembre de 1977, después de cinco funciones. El último crédito de Levene en Broadway fue interpretar el papel protagónico de Samuel Horowitz en la comedia de Broadway Horowitz and Mrs. Washington (1980), coprotagonizada por Esther Rolle, dirigida por Joshua Logan. En 1980, Levene protagonizó una gira nacional y de stock de verano de Horowitz and Mrs. Washington coprotagonizada por Claudia McNeil.

## Carrera cinematográfica
Nueve años después de hacer su debut en Broadway, Levene fue contratado y se mudó a Hollywood en 1936 cuando hizo su debut cinematográfico como Patsy en la película de Warner Bros. Three Men on a Horse (1936), dirigida y producida por Mervyn LeRoy. Levene ganaba 1.000 dólares a la semana para recrear en una película su papel cómico de Broadway como Patsy que había interpretado durante setenta semanas en la producción original de Broadway de Three Men on a Horse (1935).

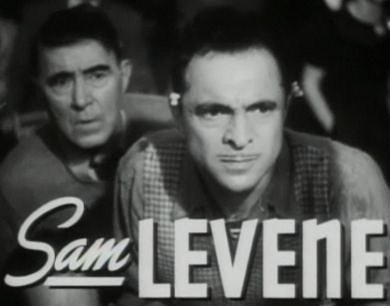
Tráiler de Sunday Punch (1942)

Levene tuvo 50 créditos cinematográficos. Levene trabajó con todos los estudios importantes de Hollywood durante sus cinco décadas de carrera en Hollywood; 14 de las películas de Levene estuvieron en MGM, que incluyen dos apariciones como el teniente de policía Abrams en la serie Thin Man: After the Thin Man (1936) y Shadow of the Thin Man (1941), además de Yellow Jack (1938), The Shopworn Angel ( 1938), Married Bachelor (1941), Sunday Punch (1942), Grand Central Murder (1942), Whistling in Brooklyn (1943), I Dood It (1943), Shoe Shine Boy (corto de 1943), Dial 1119 1950, The Opposite Sex (1956), Designing Woman (1957) y El campeón (1979). Levene apareció en cinco películas de RKO, incluida The Mad Miss Manton (1938); Sing Your Worries Away (1942); The Big Street (1942) y A Likely Story (1947) y Encrucijada de odios, la primera película de serie B en recibir una nominación a mejor película. Levene apareció en seis películas de Universal Pictures: Destination Unknown (1942), Todos a una (1943), The Killers (1946), Fuerza bruta (1947), Slaughter on Tenth Avenue (1957) y Kathy O' (1958). Su última película fue Justicia para todos (1979).
Levene trabajó con Barbara Stanwyck en dos películas, en 1938, Sam Levene coprotagonizó el papel del teniente Brent, quien "roba algunas escenas con su gran entrega de líneas", en The Mad Miss Manton (1938), una comedia protagonizada por Henry Fonda; Stanwyck, de 31 años, ganó 60.000 dólares por la película; Fonda, de 33 años, ganaba 25.000 dólares y Sam Levene, de 35 años, ganaba 1.500 dólares a la semana. Al año siguiente, Levene apareció como Siggie en la versión cinematográfica de Golden Boy, reemplazando a John Garfield, quien interpretó el papel en la producción original de Broadway de la obra de Clifford Odets sobre la brutalidad del boxeo; los críticos elogiaron la actuación de William Holden como el boxeador Joe Bonaparte, pero fueron Lee J. Cobb, de 27 años, como el Bonaparte mayor y Sam Levene como el cuñado taxista de Holden quienes se llevaron la imagen y las críticas.

## Cine negro
Levene se estableció como uno de los incondicionales del cine negro. Es uno de los varios veteranos del género que se graduaron de la Academia Estadounidense de Arte Dramático, incluidos Lauren Bacall, Hume Cronyn, Kirk Douglas, Nina Foch, Agnes Moorehead, Thelma Ritter y Edward G. Robinson. Los créditos de cine negro más conocidos de Levene incluyen su interpretación de Samuels, el soldado asesinado, en Encrucijada de odios (1947) y del teniente Lubinsky en The Killers (1946). The Killers presenta el debut cinematográfico de Burt Lancaster, quien apenas un año antes fue acreditado profesionalmente como Burton Lancaster cuando Levene ayudó al ex acróbata de circo a conseguir un papel en la producción original de Broadway de A Sound of Hunting, protagonizada por Levene. En The Killers, Sam Levene interpreta al teniente de policía Sam Lubinsky, un amigo de la infancia del sueco, interpretado por Lancaster; El papel coprotagonista de Levene fue fortuito, ya que se le atribuyó el mérito de hacer que Lancaster se sintiera cómodo en su debut cinematográfico. "Fue una suerte que estuviera en el set con el actor mantenido por Burt Lancaster, Jeff Corey, porque Burt no se sentía muy cómodo en su primera película. Sam frecuentemente se ponía nervioso. Vamos vamos. Haz la maldita cosa. Recoges la joya. ¿No puedes hacer eso y decir la p...a línea? Lancaster nunca se sintió ofendido. Lo apreciaba porque amaba a Sam; todos lo hicieron". Cuando varios estudios de Hollywood quisieron inicialmente contratar a Lancaster, Levene, quien fue coprotagonista de Lancaster en el melodrama de Broadway de 1946 A Sound of Hunting, aceptó representarlo; fFinalmente, los dos actores se hicieron amigos para toda la vida. Juntos, Lancaster y Levene recibieron ofertas de David O. Selznick, 20th Century-Fox y Hal B. Wallis, quienes tenían un acuerdo en Paramount Pictures, y finalmente presentaron a Lancaster a Harold Hecht, quien se convirtió en el agente de Lancaster y socio de producción cinematográfica de Hollywood durante mucho tiempo. Burt Lancaster y Sam Levene también trabajaron juntos en otras dos películas de cine negro, Fuerza bruta de 1947, dirigida por Jules Dassin, segunda película de Lancaster, que aparece en varias listas de cine negro y la aclamada Sweet Smell of Success incluido en el Catálogo de Largometrajes de AFI.
Otros créditos de Sam Levene noir incluyen: Dave Woods, como reportero de un periódico, "que ofrece una actuación que no debe perderse, que se roba el espectáculo como un periodista que investiga la suciedad y que, en última instancia, lucha por la justicia", escribiendo artículos contundentes que atacan a la policía. en la película policial negra Boomerang de Elia Kazan, el Dr. John Faron, psiquiatra en Dial 1119, el Capitán Tonetti en Guilty Bystander de 1950 y Howard Rysdale en Slaughter on Tenth Avenue (1957). Alan K. Rode observó: "Slaughter on Tenth Avenue fue reforzada por un elenco fantástico encabezado por Richard Egan, Jan Sterling, Julie Adams, Walter Matthau, Dan Duryea, Charles McGraw y Sam Levene, quien realiza un trabajo de granjero como un fiscal de distrito de realpolitik de Manhattan, obligado a moderar el duro idealismo del asistente Egan, que inevitablemente triunfa al final".

## Vida personal
Levene se casó con Constance Kane en 1953. La pareja tuvo un hijo juntos, Joseph K. Levene, antes de divorciarse. El 28 de diciembre de 1980, Levene murió de un aparente ataque cardíaco en la ciudad de Nueva York. Fue enterrado en el cementerio Mount Carmel, Glendale, Queens.

## Filmografía

### Películas
| Año  | Título                       | Papel                            | Notas                  |
| ---- | ---------------------------- | -------------------------------- | ---------------------- |
| 1929 | The Talk of Hollywood        | Comprador de cine                | Sin acreditar          |
| 1936 | Three Men on a Horse         | Patsy                            |                        |
| 1936 | After the Thin Man           | Teniente de policía Abrams       |                        |
| 1938 | Yellow Jack                  | Busch                            |                        |
| 1938 | The Shopworn Angel           | "Leer"                           |                        |
| 1938 | The Mad Miss Manton          | Teniente Brent                   |                        |
| 1939 | Golden Boy                   | Siggie                           |                        |
| 1941 | Married Bachelor             | Cookie Farrar                    |                        |
| 1941 | Shadow of the Thin Man       | Teniente de policía Abrams       |                        |
| 1942 | Sing Your Worries Away       | Smiley Clark                     |                        |
| 1942 | Sunday Punch                 | Roscoe                           |                        |
| 1942 | Grand Central Murder         | Inspector Gunther                |                        |
| 1942 | The Big Street               | Ladrón de caballos               |                        |
| 1942 | Destination Unknown          | Victor                           |                        |
| 1943 | Action in the North Atlantic | Abel "Chips" Abrams              |                        |
| 1943 | I Dood It                    | Ed Jackson                       |                        |
| 1943 | Todos a una                  | Leo "Transport" Andreof          |                        |
| 1943 | Shoe Shine Boy               | Lucky                            | short                  |
| 1943 | Whistling in Brooklyn        | Creeper                          |                        |
| 1944 | The Purple Heart             | Wayne Greenbaum                  |                        |
| 1945 | The True Glory               | Comentarista                     |                        |
| 1946 | The Killers                  | Teniente de policía Sam Lubinsky |                        |
| 1947 | Boomerang                    | Dave Woods                       |                        |
| 1947 | A Likely Story               | Louie                            |                        |
| 1947 | Fuerza bruta                 | Louie Miller                     |                        |
| 1947 | Encrucijada de odios         | Samuels                          |                        |
| 1947 | Killer McCoy                 | Happy                            |                        |
| 1948 | The Babe Ruth Story          | Phil Conrad                      |                        |
| 1948 | Leather Gloves               | Bernie                           |                        |
| 1950 | Guilty Bystander             | Capitán Tonetti                  |                        |
| 1950 | With These Hands             | Alexander Brody                  |                        |
| 1950 | Dial 1119                    | Dr. John D. Faron                |                        |
| 1953 | Three Sailors and a Girl     | Joe Woods                        |                        |
| 1956 | The Opposite Sex             | Mike Pearl                       |                        |
| 1957 | Designing Woman              | Ned Hammerstein                  |                        |
| 1957 | Sweet Smell of Success       | Frank D' Angelo                  |                        |
| 1957 | Slaughter on Tenth Avenue    | Howard Rysdale                   |                        |
| 1957 | Adiós a las armas            | Sargento suizo                   | Sin acreditar          |
| 1958 | Kathy O'                     | Ben Melnick                      |                        |
| 1959 | The World of Sholom Aleichem | Mendele                          | Película de televisión |
| 1963 | Act One                      | Richard Maxwell                  |                        |
| 1966 | A Small Rebellion            | Noel Greb                        | Película de televisión |
| 1969 | A Dream of Kings             | Cicero                           |                        |
| 1971 | Such Good Friends            | Uncle Eddie                      |                        |
| 1976 | Atlantic City Jackpot        | Lou Maurice                      |                        |
| 1976 | God Told Me To               | Everett Lukas                    |                        |
| 1977 | The Royal Family             | Oscar Wolfe                      | Película de televisión |
| 1979 | El campeón                   | Tío Eddie                        | Sin acreditar          |
| 1979 | Last Embrace                 | Sam Urdell                       |                        |
| 1979 | Us Two                       |                                  |                        |
| 1979 | Justicia para todos          | Arnie                            |                        |

### Televisión
| Año  | Título                                            | Papel                    | Cadena  | Notas                                        |
| ---- | ------------------------------------------------- | ------------------------ | ------- | -------------------------------------------- |
| 1949 | John Chapman Video Show                           | Él mismo                 | WPIX-TV |                                              |
| 1949 | The Ford Theatre Hour                             | Sidney Black             | CBS     | "Light Up the Sky"                           |
| 1950 | The Milton Berle Show                             | Él mismo                 | TV      | Texaco Star Theatre, temporada 3 episodio 14 |
| 1952 | The U.S. Royal Showcase                           | Él mismo                 | TV      | Temporada 1 episodio 3                       |
| 1952 | All Around the Town: Mike and Buff (Cobb) Wallace | Él mismo                 | CBS     | "Backstage at Guys and Dolls"                |
| 1952 | Frontiers of Faith                                | Tevye                    | NBC     | "The World of Sholom Aleichem"               |
| 1953 | The Passing Show                                  | Nathan Detroit           | BBC     | "All Our Yesteryears"                        |
| 1954 | Medallion Theatre                                 | Sam Levene y Ben Gazzara | CBS     | "The Alibi Kid"                              |
| 1954 | Douglas Fairbanks Presents Rheingold Theatre      | Sam                      | TV      | "Johnny Blue", temporada 2 episodio 26       |
| 1954 | The United States Steel Hour                      | Reportero McArdle        | ABC     | "Fearful Decision"                           |
| 1955 | The Colgate Comedy Hour                           | Él mismo                 | TV      | "Salute to George Abbott"                    |
| 1957 | Studio One                                        | Ben Weber                | CBS     | "The Playwright and the Stars"               |
| 1957 | Studio One                                        | Ben Selig                | CBS     | "The Mother Bit"                             |
| 1957 | Kraft Television Theatre                          | Lou Winkler              | NBC     | "The Old Ticket"                             |
| 1957 | Tonight starring Jack Paar                        | Él mismo                 | NBC     |                                              |
| 1958 | Omnibus                                           | Eddie                    | NBC     | "Mrs. McThing"                               |
| 1958 | Tonight starring Jack Paar                        | Él mismo                 | NBC     |                                              |
| 1959 | Play of the Week                                  | Mendele                  | PBS     | "The World of Sholom Aleichem"               |
| 1960 | Los Intocables                                    | Larry Fay                | ABC     | "The Larry Fay Story"                        |
| 1960 | The Aquanauts                                     | Maharis                  | CBS     | "Night Dive"                                 |
| 1960 | The Witness                                       | Louis Buchalter          | CBS     | "Louis 'Lepke' Buchalter"                    |
| 1960 | The Wonderful World of Little Julius              | Agente                   | CBS     | Pilot                                        |
| 1960 | The Ed Sullivan Show                              |                          | CBS     |                                              |
| 1961 | The Ed Sullivan Show                              | Él mismo                 | CBS     |                                              |
| 1961 | Macy's Thanksgiving Day Parade                    | Patsy                    | NBC     |                                              |
| 1962 | Directions                                        | Él mismo                 | TV      |                                              |
| 1962 | The Tonight Show Starring Johnny Carson           | Él mismo                 | NBC     |                                              |
| 1962 | The Joe Franklin Show                             | Él mismo                 | WWOR-TV |                                              |
| 1962 | Password                                          | Él mismo                 | TV      | 5 episodios                                  |
| 1962 | The Jerry Lester Show                             | Él mismo                 | WWOR-TV |                                              |
| 1963 | The Jerry Lester Show                             | Él mismo                 | WWOR-TV |                                              |
| 1963 | Premios Tony                                      | Él mismo                 | WWOR-TV |                                              |
| 1965 | The Les Crane Show                                | Él mismo                 | ABC     |                                              |
| 1965 | The Merv Griffin Show                             | Él mismo                 | NBC     |                                              |
| 1965 | Bob Hope Presents the Chrysler Theatre            | Noel Greb                | NBC     | "A Small Rebellion"                          |
| 1969 | What's My Line?                                   | Él mismo                 | CBS     |                                              |
| 1970 | The Ed Sullivan Show                              |                          | CBS     |                                              |
| 1973 | The Dick Cavett Show                              | Él mismo                 | ABC     |                                              |
| 1973 | What's My Line?                                   | Él mismo                 | CBS     |                                              |
| 1977 | Great Performances                                | Oscar Wolfe              | PBS     | The Royal Family                             |